# 日本茨藻
日本茨藻（学名：Najas gracillima），又名纤细茨藻，是水鳖科茨藻属的植物。分布于美洲、日本、台湾岛以及中国大陆的海南、福建、贵州、浙江、湖北、广西、内蒙古、云南、吉林、辽宁等地，生长于海拔200米至1,800米的地区，见于沟渠中、低地浅水中、低地、稻田边、湖边、静水池沼、静水中以及溪边。